# Felix Sunzu
Felix Sunzu (Felix Mumba Sunzu) est un footballeur zambien né le 2 mai 1989 à Chingola.
Il a participé à la Coupe d'Afrique des nations 2008 avec l'équipe de Zambie. En 2011, il rallie le Simba Sports Club, club basé à Dar-es-Salaam et il remporte le titre de champion de Tanzanie en 2012 avec ce club.

## Carrière
- 2006-2007 : Konkola Blades Football Club, Zambie
- 2007-2008 : Avenir sportif de La Marsa (prêt), Tunisie
- 2008-2009 La Berrichonne de Châteauroux (prêt), France
- 2009-2010 : Avenir sportif de La Marsa (prêt), Tunisie
- 2010 : Konkola Blades Football Club, Zambie
- 2010-2011 : Al-Hilal Omdurman, Soudan
- 2011- : Simba SC Dar-es-Salaam, Tanzanie